# Phare de Ponta Preta
Le phare de Ponta Preta ou phare de Ponta da Fazenda ou encore phare de Tarrafal est un phare situé à l'extrémité nord-ouest de l'île de Santiago, l'une des îles du groupe des Sotavento, au Cap-Vert.
Ce phare géré par la Direction de la Marine et des Ports (Direcção Geral de Marinha e Portos ou DGMP).

## Histoire
Le phare est construit sur le Ponta Preta qui est situé à 3 km du port de Tarrafal.
Le phare a été construit en 1889. Avant les années 1980,la zone de la péninsule était principalement rocheuse et n'avait que peu arbres, maintenant une grande partie de la région est boisée et comporte principalement des bosquets.
Le phare est localisé à l'entrée nord-ouest de la baie de Tarrafal, au nord de la ville et marque l'entrée du port de pêche.

## Description
C'est une petite colonne cylindrique, posée sur un socle pyramidal en maçonnerie, de 6 m de hauteur. Elle est située devant un petit bâtiment en rez-de-chaussée peint en blanc et utilisé pour loger un gardien de phare.
Il émet, à une hauteur focale de 34 m, trois éclats blancs par période de 12 secondes. Sa portée nominale est de 8 milles nautiques (environ 15 km).
Le phare a été présenté sur un timbre cap-verdien en 2004.
Identifiant : ARLHS : CAP-... ; PT-2148 - Amirauté : D2890 - NGA : 113-24228.
|             |
| Ponta Preta |

|                 |
| Île de Santiago |

### Lien connexe
- Liste des phares au Cap-Vert